# Königswiese
Die Königswiese (italienisch Monte Prato del Re) ist ein 1622 m hoher Berg in den Fleimstaler Alpen.

## Lage und Umgebung
Die Königswiese befindet sich im Süden Südtirols (Italien) über dem Unterland auf dem Gebiet der Gemeinde Neumarkt und ist Teil des Naturparks Trudner Horn. Nach Westen ins Etschtal, nach Norden ins vom Trudner Bach durchflossene Mühlental und nach Süden ins Aaltal, das sie von dem Madruttberg trennt, bricht die Königswiese mit steilen, bewaldeten Flanken ab. Im Osten bildet der Gfriller Sattel (1450 m) einen Übergang zum Trudner Horn.

## Topographie
Die Königswiese ist intern durch mehrere Terrassen bildende Abbrüche gegliedert. Der höchste Punkt der Königswiese, durch Wanderwege erschlossen, befindet sich im Südosten. Auf einer etwas nördlich davon gelegenen Terrasse liegt mit der Großwiese eine Freifläche auf dem ansonsten großteils bewaldeten Berg. Der südwestliche Teil der Königswiese trägt den Namen Eiserwald und wird vom Banklsteig durchquert, der vom Unterland nach Gfrill hinaufführt. Die nördlichen Abhänge nennt man Gstoagerwald und Hüttwald. Diese werden vom Kanzelweg erschlossen, der zum Aussichtspunkt Kanzel und weiter zum einsamen Gstoagerhof (Gsteiger) auf einer nach Nordosten ausgerichteten Wiese bei Gschnon führen.
Besiedelte Gebiete an der Königswiese bilden lediglich im Nordwesten die von Weinbau geprägte Terrasse der Neumarkter Fraktion Mazon und im Süden eine kleine Hochfläche nahe Gfrill.

## Name
Nach Egon Kühebacher könnte der Name möglicherweise an einen königlichen Meier- oder Reichshof erinnern, der zu Zeiten der langobardischen Herrschaft bei Neumarkt bestand. Naheliegender scheint ein typisches Benennungsmotiv von Bergen, nämlich eine Ableitung vom Namen eines gewöhnlichen Hofs mit Besitz oder Nutzungsrechten in seinem Umfeld, und in der Tat ist im Unterland Königshof ein mehrfach belegter Hofname.